# Heinrich Günnewig
Heinrich Günnewig (geboren am 10. Februar 1898 in Bochum; gestorben am 7. August 1981 in Düsseldorf) war ein deutscher Jurist und Oberbürgermeister von Wanne-Eickel.

## Leben
Nach dem Besuch des Gymnasiums, das er während des Ersten Weltkriegs mit Ablegung der Kriegsreifeprüfung verließ, leistete Heinrich Günnewig vom 17. November 1916 bis zum 8. Januar 1919 seinen Kriegsdienst ab. Zurückgekehrt begann er ein Studium der Rechts- und Sozialwissenschaften, sowie der Volkswirtschaftslehre an den Universitäten in Münster und Halle, das er 1921 mit Ablegung der 1. juristischen Staatsprüfung abschloss. Mit erfolgreicher 2. juristischen Staatsprüfung trat er dann als Gerichtsassessor beim Amtsgericht Bochum in den preußischen Justizdienst ein, ließ sich aber dann als Preußischer Notar in Bochum nieder. In dieser Zeit trat er zum 1. Dezember 1931 in die Nationalsozialistische Deutsche Arbeiterpartei ein. Ab 1932 führte er dann in Bochum eine Kanzlei als Rechtsanwalt und Notar. Nach der Machtübernahme durch die Nationalsozialisten wurde Heinrich Günnewig in der Nachfolge von Wilhelm Wulf am 12. Februar 1934 zunächst kommissarisch als Oberbürgermeister von Wanne-Eickel eingesetzt. Nach der definitiven Übertragung am 2. Juli 1934 versah er das Amt bis zum 17. April 1945.
Im Februar 1948 wurde Heinrich Günnewig wegen Mitgliedschaft in der SS (SS-Nummer 49.965) zu einer Gefängnisstrafe von fünf Monaten verurteilt. Er war Truppführer und Rechtsreferent im Stab des SS-Abschnitts XXV (Bochum); zuletzt (20. April 1939) SS-Sturmbannführer. Vermutungen, er könnte an dem Brand der Wanner Synagoge während des Novemberpogroms vom 10. November 1938 beteiligt gewesen sein, konnten im Prozess nicht erhärtet werden.